# J Harlen Bretz

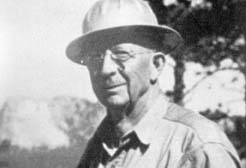
J Harlen Bretz w 1949 roku.

J Harlen Bretz (ur. 2 września 1882, zm. 3 lutego 1981) – amerykański geolog; znany z badań dotyczących powstania rzeźby Channeled Scablands oraz badań nad jaskiniami. J Harlen Bretz urodził się we wsi Saranac w stanie Michigan, był najstarszym z pięciorga dzieci małżeństwa Olivera Josepha Bretza i Rhoda Maria Howlett. W 1906 roku uzyskał dyplom z biologii na Albion College, również w tym okresie poznał swoją żonę Fanny Chalis. W późniejszym okresie zainteresował się budową geologiczną wschodniej części stanu Waszyngton.
Bretz rozpoczął swoją karierę jako nauczyciel biologii w liceum w Seattle. W tym samym czasie rozpoczął również badania nad zlodowaceniem obszaru Zatoki Puget. W 1913 roku na Uniwersytecie Chicagowski uzyskał tytuł doktora w zakresie geologii. Poczałkowo był asystentem profesora geologii na Uniwersytecie Waszyngtonowskim, później pełnił tę samą funkcję na Uniwersytecie Chicagowskim.

## Badanie obszaru Channeled Scablands
Latem 1922 roku Bretz rozpoczął badania Wyżyny Kolumbijskiej, które kontynuował przez kolejne 7 lat. Bretz od roku 1910 w swoich badaniach zainteresował się unikalną rzeźbą erozyjną, które zostały opublikowane na nowych mapach topograficznych. Bretz po raz pierwszy użył terminu Channeled Scablands w roku 1923 do opisu obszaru w okolicy Grand Coulee, który charakteryzował się formami erozyjnymi, które przecinały skałę bazaltową. Bertz wysunął teorię, która zakłada że obszar Channeled Scablands powstał w wyniku katastrofalnych powodzi.
Teoria Bertza została opublikowana w roku 1923 i spotkała się z wielką krytyką wśród przedstawicieli ze środowiska geologicznego. Teoria Bertza była sprzeczna z panującymi wówczas przekonaniami, bowiem dominował w niej pogląd uniformitaryzmu; a teoria przedstawiona przez niego charakteryzowała się ideą katastrofizmu.
Bertz przedstawił swoje badania na spotkaniu Towarzystwa Geologicznego w dniu 12 stycznia 1927 roku. Bertz widział w spotkaniu zorganizowanym przez towarzystwo zasadzkę i mówił o grupie sześciu wyzywających starców (ang. six challenging elders). Ich celem było publiczne pokonanie Bertza w debacie i jednocześnie odrzucenie jego teorii dotyczącej powstania Channeled Scablands.
Badania prowadzone przez innego geologa Josepha Pardee potwierdzały teorie Bertza, który odkrył ślady polodowcowego Jeziora Missoula, które stanowiło źródło katastroficznych powodzi potrzebnych do powstania form erozyjnych na terenie Channeled Scablands.
Bertz bronił swojej teorii przez cztery dekady. Zarówno Bertz, jak i Pardee przez kolejne 30 lat prowadzili badania nad pochodzeniem formy z Channeled Scablands. Dopiero w latach 70. XX wieku teoria Bertza doczekała się solidnych postaw naukowych.

## Badania nad jaskiniami i zjawiskami krasowymi
Bretz napisał pracę na temat pochodzenia i budowy jaskiń wapiennych (1942) oraz opublikował szczegółowe badania jaskiń w stanach: Missouri (1956) i Illinois (badania wspólnie przeprowadzone ze Stanley Harris w 1961).

## Nagrody, wyróżnienia i śmierć
J Harlen Bretz od roku 1954 był honorowym członkiem National Speleological Society.
W wieku 96 lat w roku 1979 J Harlen Bret, za swoje badania został nagrodzony przez Geological Society of America medalem Penrose.
J Harlen Bretz zmarł 3 lutego 1981 roku w wieku 98 lat w swoim domu w Homewood w stanie Illinois. Jego żona Fanny zmarła w roku 1972.

## Wybrane publikacje
- The Channeled Scabland of the Columbia Plateau. W: Journal of Geology. tom 31, s. 617–649 (1923).
- The Spokane flood beyond the Channeled Scablands. W: Journal of Geology. tom 33, s. 97–115 i 236–259 (1925).
- Vadose and phreatic features of limestone caverns. W: Journal of Geology. tom 50, nr. 6, Teil II, S. 675–811 (1942).
- The Caves of Missouri. Missouri Geological Survey and Water Resources, s. 490 (1956).